# Е (Лоар и Шер)
Е (фр. Hayes) насеље је и општина у централној Француској у региону Центар (регион), у департману Лоар и Шер која припада префектури Вандом.
По подацима из 2011. године у општини је живело 201 становника, а густина насељености је износила 12,79 становника/km². Општина се простире на површини од 15,71 km². Налази се на средњој надморској висини од 144 метара (максималној 156 m, а минималној 93 m).

## Демографија
| 1962. | 1968. | 1975. | 1982. | 1990. | 1999. | 2011. |
| ----- | ----- | ----- | ----- | ----- | ----- | ----- |
| 238   | 280   | 245   | 188   | 169   | 169   | 201   |

График промене броја становника у току последњих година